# Jour de la Renaissance nationale (Azerbaïdjan)
 (août 2025).
Le Jour de la Renaissance nationale (en azéri : Milli dirçəliş günü) est une fête nationale célébrée en Azerbaïdjan chaque année le 17 novembre.

## Histoire
Depuis 1992, le 17 novembre est célébré comme Jour de la Renaissance nationale. Le 17 novembre 1988, les premières manifestations de masse contre la politique du pouvoir central de l'Union soviétique commencent sur la place Lénine (aujourd'hui Place d'Azadliq) à Bakou. Inquiets du déclenchement du conflit du Karabakh et de l'afflux de réfugiés, les manifestants  appellent pour la première fois au retrait de l'Azerbaïdjan de l'URSS. L'action dure 17 jours, attirant des millions de personnes et devient la plus grande manifestation sur le territoire de l'URSS.
Le 22 novembre, un couvre-feu est instauré à Bakou et d'importantes forces soviétiques sont déployées. Dans la nuit du 3 au 4 décembre, les manifestants sont dispersés et nombre d'entre eux (environ 400 personnes) sont arrêtés. Pour les Azerbaïdjanais, le Jour de la Renaissance nationale symbolise le début du mouvement de libération nationale permettant à l'Azerbaïdjan de devenir un État indépendant.
Le 17 novembre 1990, la première session du Conseil Suprême de la République autonome du Nakhitchevan se tient dans une nouvelle composition, les termes « soviétique » et « socialiste » étant supprimés du nom de la République autonome.
Le Jour de la Renaissance nationale symbolise le début du mouvement de libération nationale du peuple azerbaïdjanais dans son ensemble, qui conduit à la formation du Front populaire d'Azerbaïdjan fin 1988. L'Azerbaïdjan devient ainsi un État indépendant en 1991, trois ans seulement après ces manifestations historiques.
Depuis 1992, le 17 décembre est célébré comme la Journée la Renaissance nationale,

## Mouvement de Meydan
L'histoire de cette date est liée au « Mouvement de Meydan », né le 17 novembre 1988. Ce jour-là, le début du renouveau de libération nationale a été posé sur la place Azadlig. Des centaines de milliers de personnes s'y sont rassemblées pour protester contre la politique de deux poids, deux mesures mise en œuvre par les dirigeants de l'URSS.
La couverture du numéro du 25 décembre 1989 du magazine Newsweek affichait « Défendre la liberté, Personnalité de l'année ». La photo comportait en réalité une photo de Bakou et les mots « Personnalité de l'année ». La photo de Bakou a été choisie car elle représentait à la fois une foule et une statue de Lénine, l'une des principales figures du communisme. Cette photo exprimait la protestation des peuples du monde entier contre le communisme cette année-là.